# Marius Goosen
Pour les articles homonymes, voir Goosen.

a Compétitions nationales et continentales officielles uniquement.

Dernière mise à jour le 15 septembre 2012.
Marius Goosen, né le 6 avril 1974, est un joueur sud-africain de rugby à XV. Il évolue au poste de demi d'ouverture et il dispute le Super 10 et la Coupe d'Europe avec son club, le Benetton Trévise.

## Biographie
Marius Goosen dispute 26 matchs de Coupe d'Europe de rugby à XV avec Trévise et il a inscrit 199 points au 31 décembre 2008.
En janvier 2024, il annonce qu'il quittera son poste d'entraineur de la défense de la sélection italienne après le tournoi des six nations.